# Eufemiusz Czaplic
Eufemiusz Czaplic (ros. Ефим Игнатьевич Чаплиц; ur. 1768, zm. 1825) – polski wojskowy z rodziny szlacheckiej Czapliców herbu Kierdeja, który przeszedł do armii rosyjskiej, gdzie dosłużył się stopnia generała porucznika.

## Życiorys
Służbę wojskową rozpoczął w Wojsku I Rzeczypospolitej. 18 października 1783 przeszedł na służbę w Cesarskiej Armii Rosyjskiej, w randze majora. W latach 1788–1791 służąc u Grigorija Potiomkina, brał udział w oblężeniu Oczakowa, w zdobyciu Bender, Akermanu i Izmaiła podczas wojny rosyjsko-tureckiej za co otrzymał Order Świętego Włodzimierza IV klasy. W 1792 walczył z Polakami w czasie wojny polsko-rosyjskiej, w 1794 podczas insurekcji kościuszkowskiej został ranny w lewą rękę i dostał się do polskiej niewoli. W 1796 uczestniczył w wojnie rosyjsko-perskiej dowodząc dwoma pułkami kozackimi, 18 lipca otrzymał stopień pułkownika. W 1798 został usunięty ze służby przez cesarza Pawła I i ponownie przyjęty w 1801 przez cesarza Aleksandra I w stopniu generała dywizji. W 1805 walczył z Francuzami w ramach III koalicji antyfrancuskiej wyróżniając się w bitwie pod Austerlitz. W 1806 został mianowany dowódcą pułku huzarów 2 Pawłogradzkiego Pułku Lejb-Huzarskiego oraz dowódcą brygady. Uczestniczył w kampanii przeciwko Francuzom w latach 1806–1807. Od 1809 do 1810 dowodził 7 dywizją. W 1812 w czasie francuskiej inwazji na Rosję objął dowództwo nad korpusem kawalerii rezerwowej w 3 Armii, wyróżnił się pod Kobryniem i Słonimiem (awansowany do stopnia generała porucznika), prowadził następnie korpus piechoty, w walkach nad Berezyną został ranny w głowę. W 1813 brał udział w blokadzie Ciernia, za bitwę pod Königswartem został odznaczony Orderem Świętego Jerzego III klasy. Następnie brał udział w bitwie pod Lipskiem a w 1814 w oblężeniu Hamburga. Od 1817 dowodził 3 dywizją huzarską.

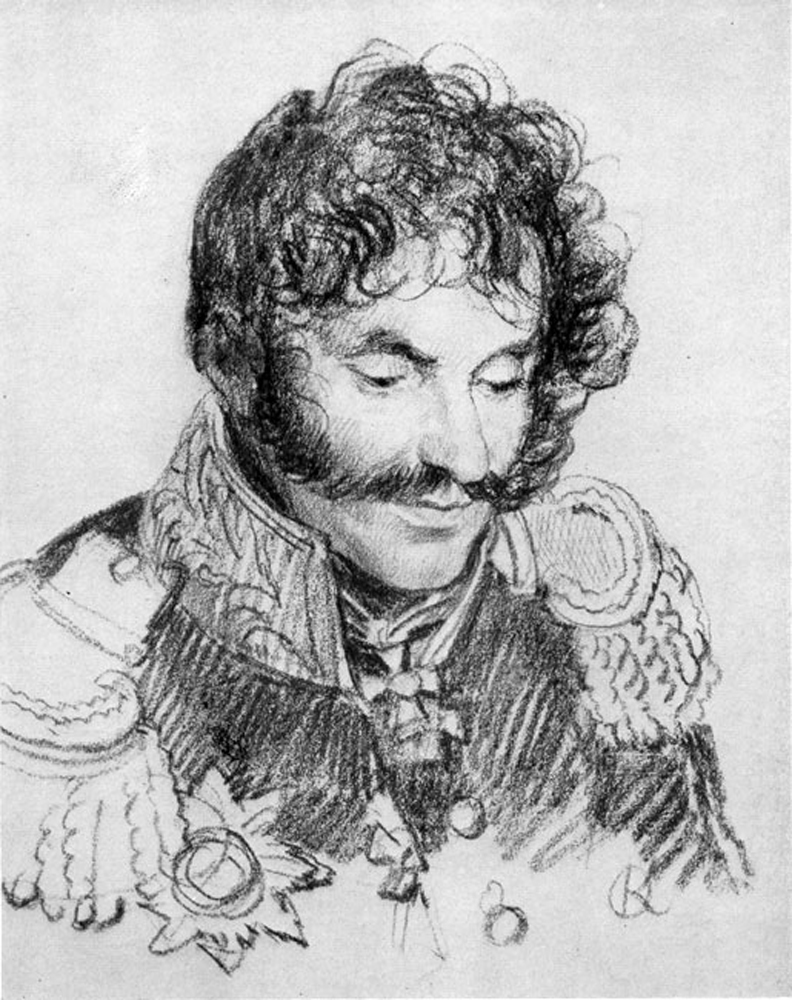
Eufemiusz Czaplic na rysunku Oriesta Kiprienskiego

## Źródło
- Eufemiusz Czaplic. [dostęp 2021-06-29]. (ros.).